# Kalinino (rejon soligalicki)
Kalinino (ros. Калинино) – wieś (dieriewnia) w Rosji, w obwodzie kostromskim, w rejonie soligalickim. W 2010 liczyła 47 mieszkańców.